# 天草群島
天草群島（日语：／ Amakusa shotō */?）是日本天草灘與有明海、八代海之間的群島。別稱「苓州」・「苓洲」（れいしゅう）。行政上分屬熊本縣和鹿兒島縣。
上島與下島二島是天草群島的主島。下島的面積為574.01平方公里，是日本除了本州等四大島之外的第八大島。

## 主要島嶼

### 熊本縣
- 上島
- 下島
- 大矢野島
- 維和島
- 樋島
- 御所浦島
- 牧島
- 湯島：有許多貓的島嶼
- 永浦島

### 鹿兒島縣
- 長島
- 獅子島

## 主要港湾
- 本渡港
- 棚底港
- 牛深港
- 鬼池港
- 松島港
- 大道港
- 藏之元港
- 鳩之釜港

## 自治體
- 熊本縣
  - 上天草市
  - 天草市
  - 天草郡苓北町
- 鹿兒島縣
  - 出水郡長島町

## 外部連結
32°24′N 130°07′E / 32.400°N 130.117°E